# Sam Curtis
Pour les articles homonymes, voir Curtis.
Sam Curtis, né le 1er décembre 2005 à Navan en Irlande, est un footballeur irlandais qui évolue au poste d'arrière droit au Peterborough United.

## Biographie

### En club
Né à Navan en Irlande, Sam Curtis est formé par le Shamrock Rovers avant de rejoindre en juillet 2021 le St. Patrick's Athletic FC.
Il participe à la finale de la coupe d'Irlande 2023, qui a lieu le 12 novembre 2023 face au Bohemians FC. Il est titularisé et son équipe s'impose par trois buts à un,.
Le 25 janvier 2024, Sam Curtis quitte le club et rejoint Sheffield United. Il signe un contrat courant jusqu'en juin 2027,.
Le 2 août 2024, Sam Curtis rejoint le Peterborough United FC sous la forme d'un prêt d'une saison.

### En sélection
Sam Curtis joue son premier match avec l'équipe d'Irlande des moins de 19 ans le 10 novembre 2021, face au Monténégro. Il entre en jeu et son équipe s'impose par trois buts à deux.
Curtis joue son premier match avec l'équipe d'Irlande espoirs le 26 mars 2023, lors d'un match amical contre l'Islande. Il est titularisé lors de cette rencontre qui se solde par la victoire de son équipe par deux buts à un,.

## Palmarès

### En club
St. Patrick's Athletic FC
- Coupe d'Irlande
  - Vainqueur : 2023.